# 1.º governo da Monarquia Constitucional
O 1.º governo da Monarquia Constitucional, ou 1.º governo do Devorismo, nomeado a 24 de setembro de 1834 e exonerado a 27 de maio de 1835, foi liderado pelo duque de Palmela, e posteriormente pelo conde de Linhares. Foi o primeiro governo português a ter efetivamente um chefe de governo entre os seus membros, apesar de este cargo não estar juridicamente definido. Entre os dias 28 de abril e 4 de maio de 1835, a totalidade deste executivo serviu como chefe de governo de Portugal, por ausência de um presidente do Conselho de Ministros. Era constituído por conservadores (palmelistas), e por seguidores de D. Pedro IV pertencentes ao Grande Oriente Lusitano (chamorros).
A sua constituição era a seguinte:
| Cargo                                                                   | Detentor | Detentor                                          | Período                                          |
| ----------------------------------------------------------------------- | -------- | ------------------------------------------------- | ------------------------------------------------ |
| Presidente do Conselho de Ministros                                     |          | Duque de Palmela (1781–1850)                      | 24 de setembro de 1834 a 28 de abril de 1835     |
| Presidente do Conselho de Ministros                                     |          | Totalidade do Conselho de Ministros               | 28 de abril de 1835 a 4 de maio de 1835          |
| Presidente do Conselho de Ministros                                     |          | Conde de Linhares (1790–1857)                     | 4 de maio de 1835 a 27 de maio de 1835           |
| Ministro e Secretário de Estado dos Negócios do Reino                   |          | Francisco de São Luís (1766–1845)                 | 24 de setembro de 1834 a 16 de fevereiro de 1835 |
| Ministro e Secretário de Estado dos Negócios do Reino                   |          | Agostinho José Freire (1780–1836)                 | 16 de fevereiro de 1835 a 27 de maio de 1835     |
| Ministro e Secretário de Estado dos Negócios Eclesiásticos e de Justiça |          | António Barreto Ferraz de Vasconcelos (1789–1861) | 24 de setembro de 1834 a 28 de abril de 1835     |
| Ministro e Secretário de Estado dos Negócios Eclesiásticos e de Justiça |          | Manuel Duarte Leitão (1787–1856)                  | 28 de abril de 1835 a 27 de maio de 1835         |
| Ministro e Secretário de Estado dos Negócios da Fazenda                 |          | José da Silva Carvalho (1782–1856)                | 24 de setembro de 1834 a 27 de maio de 1835      |
| Ministro e Secretário de Estado dos Negócios da Guerra                  |          | Duque da Terceira (1792–1860)                     | 24 de setembro de 1834 a 20 de março de 1835     |
| Ministro e Secretário de Estado dos Negócios da Guerra                  |          | Conde de Vila Real (interino) (1815–1858)         | 20 de março de 1835 a 27 de maio de 1835         |
| Ministro e Secretário de Estado dos Negócios da Marinha e Ultramar      |          | Agostinho José Freire (1780–1836)                 | 24 de setembro de 1834 a 16 de fevereiro de 1835 |
| Ministro e Secretário de Estado dos Negócios da Marinha e Ultramar      |          | Conde de Vila Real (1815–1858)                    | 16 de fevereiro de 1835 a 28 de abril de 1835    |
| Ministro e Secretário de Estado dos Negócios da Marinha e Ultramar      |          | Conde de Linhares (1790–1857)                     | 28 de abril de 1835 a 27 de maio de 1835         |
| Ministro e Secretário de Estado dos Negócios Estrangeiros               |          | Conde de Vila Real (1815–1858)                    | 24 de setembro de 1834 a 16 de fevereiro de 1835 |
| Ministro e Secretário de Estado dos Negócios Estrangeiros               |          | Duque de Palmela (1781–1850)                      | 16 de fevereiro de 1835 a 28 de abril de 1835    |
| Ministro e Secretário de Estado dos Negócios Estrangeiros               |          | Conde de Vila Real (1815–1858)                    | 28 de abril de 1835 a 27 de maio de 1835         |